# Beaverlodge
Beaverlodge è una cittadina del Canada, situata nella provincia dell'Alberta.